# Nanium nogueri
Nanium nogueri là một loài tò vò trong họ Ichneumonidae.